# Brycinus rhodopleura
Brycinus rhodopleura е вид лъчеперка от семейство Alestidae. Видът не е застрашен от изчезване.

## Разпространение
Разпространен е в Танзания.

## Описание
На дължина достигат до 30 cm.